# G’tt
G’tt (Alternativen: G"tt, G-tt, G!tt, G+tt) ist eine vermeidende Schreibweise für das Wort Gott im Judentum, die darauf abzielt, den Namen Gottes JHWH nicht in eine Form zu bringen, in der er beschmutzt oder zerstört werden kann. Die Schreibweise ist relativ jung.

## Bedeutung
Im dritten Gebot der Tora (im Christentum die „fünf Bücher Mose“, griech.: Pentateuch) heißt es: „Du sollst den Namen des Herrn, deines Gottes, nicht missbrauchen; denn der Herr lässt den nicht ungestraft, der seinen Namen missbraucht.“ (Ex 20,7 ). Deshalb werden ausgediente Schriften, in denen der Name Gottes vorkommt, nicht weggeworfen, sondern in einer Geniza aufbewahrt.
Im strengen Sinne bezieht sich diese Anschauung auf den Eigennamen Gottes, der in liturgischen Schriften als Tetragrammaton (JHWH) aufscheint. Die Heiligkeit des Wortes „Gott“ hingegen ist umstritten, denn dabei handelt es sich jüdischer Theologie zufolge nicht um den Eigennamen Gottes, sondern um einen Gattungsnamen. Gott selbst äußert diesen Wunsch in 2. Mose 3,14 : „Da sprach Gott zu Mose: ‚Ich bin, der ich bin.‘ Dann sprach er: ‚So sollst du zu den Söhnen Israel sagen: Der Ich bin hat mich zu euch gesandt‘.“ Hier will sich Gott nicht zu den Göttern anderer Völker vergleichbar machen, sondern beschreibt im Folgenden das Verhältnis zu seinem Volk (HERR, JHWH). Die allgemeine rabbinische Meinung geht deshalb davon aus, dass das Wort „Gott“ in jeder anderen Sprache außer dem Hebräischen als nicht heilig zu betrachten ist. Deshalb gilt es nicht als Gebot, diese Form zu verwenden. Die Scheu betraf aber auch schon früh die Schreibung des deutschen Wortes „Gott“ mit hebräischen Buchstaben. Der unter Juden beliebte mittelhochdeutsche Name Gottschalk (גוטשלק; Schalk = Diener Gottes), der oft als Äquivalent für den hebräischen Namen Eljakim (אליקים) verwendet wurde, begegnet bereits in Kölner Urkunden des 13. Jahrhunderts in der vermeidenden Schreibung „גויישלק“.
Trotzdem wird die Schreibweise G’tt aus religiösem Respekt von vielen (und den meisten orthodoxen) Juden als Minhag (Brauch) auch in profanen Texten (Büchern, Zeitschriften, Computerausdrucken sowie online usw.) befolgt, weil diese im Allgemeinen nicht in einer Geniza „begraben“ werden.

## Aussprache
Ausgesprochen wird G’tt meist im vollen Wortlaut /gɔt/, oder das Wort wird beim Vorlesen wie JHWH mit Adonai oder HaSchem umschrieben.

## Entsprechungen in anderen Sprachen
- Englisch: G-d für God
- Französisch D.ieu, D-ieu, D’ieu oder D.eu für Dieu
- Niederländisch G’d oder G-d für God
- Spanisch: D’s, D-ios für Dios
- Portugiesisch D-us für Deus
- Russisch  für Господь, Б-г für Бог